# Plator nipponicus
Plator nipponicus är en spindelart som först beskrevs av Kishida 1914.  Plator nipponicus ingår i släktet Plator och familjen Trochanteriidae. Inga underarter finns listade i Catalogue of Life.